# 大麻南樹町
大麻南樹町（おおあさみなきちょう）とは、北海道江別市の町丁。郵便番号は069-0865。人口は650人、世帯数は347世帯（2023年12月1日現在）。丁目の設定のない単独町名である。住居表示は全域で未実施。

## 地理
大麻南樹町は函館本線の北西側の地域で、町内を2番通が隣接している。面積は0.085km²であり、江別市内で大麻晴美町に次いで2番目に小さい。また、町内のほとんどを道営住宅大麻南樹町団地が占めている。

## 歴史

### 年表
- 1965年（昭和40年）
  - 2月20日 - 「元野幌」の一部が「南樹町」に町名地番変更[6]。
- 1974年（昭和49年）
  - 11月1日 - 「南樹町」が「大麻南樹町」に町名地番変更[6]。

### 町名の変遷
町名の変遷は以下の通りである。
| 実施後     | 実施年月日    | 実施前（各町名ともその一部） |
| ---------- | ------------- | ---------------------------- |
| 南樹町     | 1965年2月20日 | 元野幌                       |
| 大麻南樹町 | 1974年11月1日 | 南樹町                       |

## 世帯数と人口
2023年（令和5年）12月1日現在の世帯数と人口は以下の通りである。
| 町丁       | 世帯    | 人口  |
| ---------- | ------- | ----- |
| 大麻南樹町 | 347世帯 | 650人 |
| 計         | 347世帯 | 650人 |

### 人口の変遷
国勢調査による人口の推移。
| 1995年（平成7年）  | 1,418人 | [ 7 ]  |  |
| 2000年（平成12年） | 1,202人 | [ 8 ]  |  |
| 2005年（平成17年） | 1,070人 | [ 9 ]  |  |
| 2010年（平成22年） | 944人   | [ 10 ] |  |
| 2015年（平成27年） | 981人   | [ 11 ] |  |
| 2020年（令和2年）  | 858人   | [ 12 ] |  |

### 世帯数の変遷
国勢調査による世帯数の推移。
| 1995年（平成7年）  | 464世帯 | [ 7 ]  |  |
| 2000年（平成12年） | 430世帯 | [ 8 ]  |  |
| 2005年（平成17年） | 417世帯 | [ 9 ]  |  |
| 2010年（平成22年） | 392世帯 | [ 10 ] |  |
| 2015年（平成27年） | 391世帯 | [ 11 ] |  |
| 2020年（令和2年）  | 364世帯 | [ 12 ] |  |

## 小・中学校の通学区
小・中学校の通学区は以下の通り。
| 町丁       | 字・番地 | 小学校       | 中学校       |
| ---------- | -------- | ------------ | ------------ |
| 大麻南樹町 | 全域     | 大麻東小学校 | 大麻東中学校 |

## 施設

### 住宅
- 道営住宅大麻南樹町団地（大麻南樹町2から7）[14]

### 企業・店舗
- ツルハドラッグ 大麻中央店（大麻南樹町1-3）[15]
- バースデイ 江別店（大麻南樹町1-3）[16]

### その他
- 介護老人保健施設 葵の園・江別（大麻南樹町1-1）[17]

## 交通

### 鉄道
- 鉄道駅は町内には存在しない。最寄り駅は函館本線の大麻駅。
  - 北海道旅客鉄道
    - 函館本線
      - 大麻駅

### バス
- 町内にジェイアール北海道バス及び北海道中央バスの路線がある。[18]

### 道路
- 一般国道
  - 町内に一般国道は通っていない。[4]

- 一般道道
  - 道道626号　東雁来江別線[4][19]

- 都市計画道路
  - 3・4・313 2番通・道道東雁来江別線[4][20]